# جوش مايرز (لاعب هوكي الجليد)
جوش مايرز (بالإنجليزية: Josh Meyers)‏ هو لاعب هوكي الجليد أمريكي، ولد في 7 ديسمبر 1985 في ألكساندريا في الولايات المتحدة.

## وصلات خارجية
- جوش مايرز على موقع دوري الهوكي الوطني (الإنجليزية)
- جوش مايرز على موقع EliteProspects.com (الإنجليزية)
- جوش مايرز على موقع HockeyDB.com (الإنجليزية)